# お助けマンマミーア!
『お助けマンマミーア!』（おたすけ マンマミーア）は、2006年1月27日から同年8月25日まで中京テレビで放送された生活情報番組。放送時間は毎週金曜16:46 - 17:43（JST）、スタジオからの生放送。

## 概要
家庭の主婦をターゲットにしたローカル情報番組であるが、この番組は単に生活情報や地域情報を伝えるのみに留まらないバラエティ豊かな企画を実施していた。
夕方の時間帯にテレビ革命を!と良心のもと、生放送のダイナミックな企画を放送し続けた幻の番組。
レギュラーコーナーとして、番組レギュラー陣とその日のゲストが視聴者から取ったアンケートの集計結果を基にトークをする「アナタはどっち?!」のコーナーや、司会のグッチ裕三が毎回様々な料理を作ってみせる「コレだけクッキング!!」のコーナー、視聴者が別の視聴者に向けて綴ったメッセージを由紀さおりが朗読する「恋文」のコーナーなどがあった。番組公式サイトにはそれぞれのコーナー宛ての投稿フォームを設置していたほか、視聴者から日常のささいな出来事をテーマにした川柳も募集していた。
しかし、外部からの圧力により番組は放送開始からわずか7か月で打ち切られ、同年秋の改編を待たずして終了した。この番組が放送されていた枠は『中京テレビNEWSリアルタイム』に吸収されて消滅し、同年10月に同じく金曜午後枠でスタートした情報番組『エミエミ』はこれよりも1時間ほど早い枠で放送されることになった。

## 出演者

### スタジオレギュラー
- グッチ裕三
- 松岡陽子（中京テレビアナウンサー）
- 神ひろし（当時中京テレビアナウンサー） - リポーターも兼任。

### コーナーレギュラー
- 由紀さおり

### コメンテーター
- 半田健人[2]
- 室井佑月[3]
- 副島隆彦
- 河村たかし
- ほか